# 小河口镇 (内江市)
小河口镇，是中华人民共和国四川省内江市东兴区曾经下辖的一个镇。2019年12月，撤销小河口镇，将其所属行政区域划归椑木镇管辖。

## 行政区划
小河口镇撤销前下辖以下地区：
龙井社区、高崇村、新田村、长滩村、金子村、庙儿坡村、干堰村、红梅村、居士村、红林村、洪桥村、星光村、三合村、光明村、永安村、建设村、共和村、光华村和跃进村。